# Rolf Dobischat
Rolf Dobischat (* 26. Juni 1950 in Bad Wildungen; † 29. Oktober 2021) war von 1991 bis 2017 Berufsbildungsforscher an der Universität Duisburg-Essen. In den Jahren 2006 bis 2011 war er Präsident des Deutschen Studentenwerks (DSW) in Berlin.

## Leben
Dobischat startete seine wissenschaftliche Karriere über den Zweiten Bildungsweg. Nach einer beruflichen Ausbildung zum Industriekaufmann in den Jahren 1964 bis 1967 erwarb er parallel zu seiner beruflichen Tätigkeit die Hochschulzugangsberechtigung. Von 1971 bis 1977 studierte er Wirtschaftswissenschaften, Wirtschaftspädagogik und Sozialwissenschaften an den Universitäten Kassel und Göttingen. Nach dem Abschluss seines Studiums folgten mehrere Stationen als wissenschaftlicher Angestellter, so an der Universität Kassel, der Fernuniversität Hagen und der Universität Karlsruhe. Im Jahre 1983 promovierte Dobischat und im Jahr 1991 wurde er für die Fachdisziplin Berufspädagogik/Weiterbildung an der Universität Karlsruhe habilitiert. Im gleichen Jahr wurde er auf eine Professur für Wirtschaftspädagogik mit dem Schwerpunkt „Beruflich-betriebliche Aus- und Weiterbildung“ an die Universität Duisburg berufen. Neben vielen anderen Funktionen in der universitären Selbstverwaltung war er von 2003 bis 2004 Vorsitzender einer Gründungskommission, welche die Fusion der seinerzeit selbstständigen Universitäten Duisburg und Essen mit vorbereitete. Seit 2008 war Dobischat Mitglied im Hochschulrat der Universität zu Köln. Seit seiner Pensionierung war er Seniorprofessor an der Fakultät für Bildungswissenschaften der Universität Duisburg-Essen. 
Als Vertrauensdozent und Gutachter war er jahrelang für die Friedrich-Ebert-Stiftung (Bonn) und die Hans-Böckler-Stiftung (Düsseldorf) tätig. Er war Mitherausgeber der wissenschaftlichen Buchreihe „Bildung und Arbeit“ und Mitglied des Wissenschaftlichen Beraterkreises von IG Metall und Ver.di.
Dobischat war verheiratet und hatte eine Tochter.